# Triasacarus
Triasacarus ist eine ausgestorbene Gattung der Milben (Acari). Ihre einzige Art, Triasacarus fedelei, lebte vor rund 230 Millionen Jahren in der späten Trias. Sie besaß einen wurmförmigen Körper von rund 0,21 mm Länge und – anders als alle heutigen Milben – unverwachsene Mundwerkzeuge. Triasacarus fedelei wurde im Bernstein der Heiligkreuz-Formation im italienischen Belluno gefunden. Anders als viele seiner heute lebenden Verwandten aus der Überfamilie Eriphyoidea ernährten sie sich nicht von Blütenpflanzen, sondern von Nadelbäumen. Erstbeschrieben wurden Gattung und Art 2012 von David Grimaldi und Evert Lindquist, die Triasacarus als einen sehr ursprünglichen Vertreter der Gallmilbenverwandten einordneten.

## Merkmale
Triasacarus besaß einen länglichen, wurmförmigen Körper von etwa 0,21 mm Länge. Sein mit einem langen Saugrüssel besetzte Gnathosoma wurde von den Basen der Palpuscoxen eingerahmt, auf denen die frei beweglichen Palpen saßen. Rückenseitig wies Triasacarus ein Paar zugespitzter Strukturen auf, die womöglich Kieferklauen darstellen. Der Rückenschild besaß einen kopfseitigen Fortsatz und war hinterseitig und seitlich-vorderseitig je mit einem Paar Borsten bestückt. Triasacarus besaß ein in 55–60 feine Annuli gegliedertes Opisthosoma. Jeder Annulus war mit einer Reihe kleiner Nadeln besetzt. Seitlich wuchsen je ein langes Borstenpaar auf Höhe des 24. und des 38. Annulus (d und e); am Körperende besaß Triasacarus zudem Subcaudal- (f) sowie Caudalborsten (h1 und h2). Sowohl das hintere als auch das vordere Beinpaar der Tiere wies an den Enden Federborsten mit verzweigtem Schaft auf. An Femur und Genu befand sich je eine, an den Tibien je zwei lange Borsten. Die Tarsi waren mit kurzen Borsten versehen. Das zweite Beinpaar verfügte möglicherweise über Solenidien (Sinnesborsten) an Tibia und Tarsus. Das dritte und vierte Beinpaar fehlten Triasacarus.

## Fundort und Fossilmaterial
Der Holotyp und bisher einzige Fund von Triasacarus stammt aus triassischem Bernstein der Heiligkreuz-Formation westlich von Cortina d’Ampezzo. Die Fundschicht wird auf die obertriassische Stufe des Karniums datiert und hat ein Alter von rund 230 Millionen Jahren. Der Bernstein besteht aus fossilem Harz der ausgestorbenen Nadelbaumfamilie Cheirolepidiaceae, möglicherweise der Gattungen Brachyphyllum oder Pagiophyllum.

## Lebensweise
Dass Triasacarus in Harztropfen konserviert wurde, lässt darauf schließen, dass es sich bei der Gattung um Milben handelte, die sich von den Blättern von Nadelbäumen (Cheirolepidiaceae-Arten) ernährten. Eine solche Lebensweise kommt bei den Eriophyoidea heute nur noch in wenigen Fällen vor. Die meisten Vertreter dieser Gruppe ernähren sich von Bedecktsamern, die aber erst in der Kreidezeit auftraten. Rezente Milben mit wurmförmigem Körper bilden in der Regel Gallen aus, die sie vor Flüssigkeitsverlust schützen, möglicherweise traf dies auch auf Triasacarus zu.

## Taxonomie und Systematik
Triasacarus fedelei wurde 2012 als einzige Art der Gattung Triasacarus erstbeschrieben. Die Autoren der Erstbeschreibung, David Grimaldi und Evert Lindquist wählten als Gattungsnamen eine Kombination aus Trias und Acarus, der Typgattung der Milben. Das Artepitheton ehrt Paolo Fedele, der die umfangreichen Bernsteinvorkommen bei Cortina d’Ampezzo entdeckte. Der Holotyp (Inventarnummer MPG 31343) stammt aus einer Sammlung von 70.000 Bernsteintropfen, die von den Paläontologen und ihren Kollegen in siebenjähriger Arbeit nach Einschlüssen durchsucht wurden.
Unter anderem die befiederten Beine, ihre Beborstung und der wurmförmige Körper weisen Triasacarus als Angehörigen der Eriophyoidea aus, einer der wohl ursprünglichsten Milbengruppen. Die freistehenden Mundwerkzeuge deuten laut Grimaldi und Lindquist darauf hin, dass Triasacarus ursprünglicher ist als alle heute lebenden Arten der Gruppe, die durchweg über zumindest teilweise verwachsene Mundwerkzeuge verfügen.